# Saugnacq-et-Muret
Saugnacq-et-Muret is een gemeente in het Franse departement Landes (regio Nouvelle-Aquitaine). De plaats maakt deel uit van het arrondissement Mont-de-Marsan. Saugnacq-et-Muret telde op 1 januari 2022 1.298 inwoners.

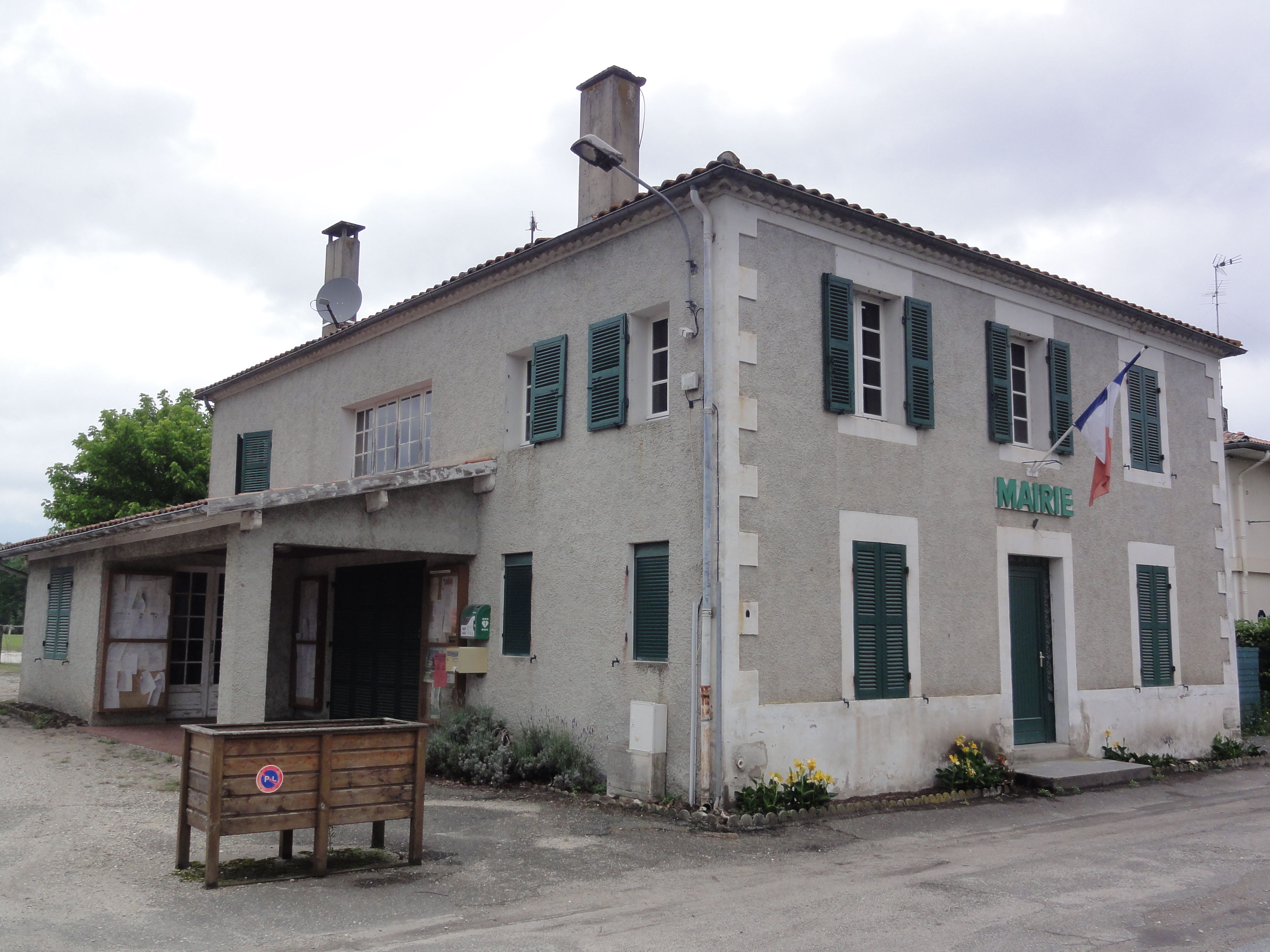
Gemeentehuis
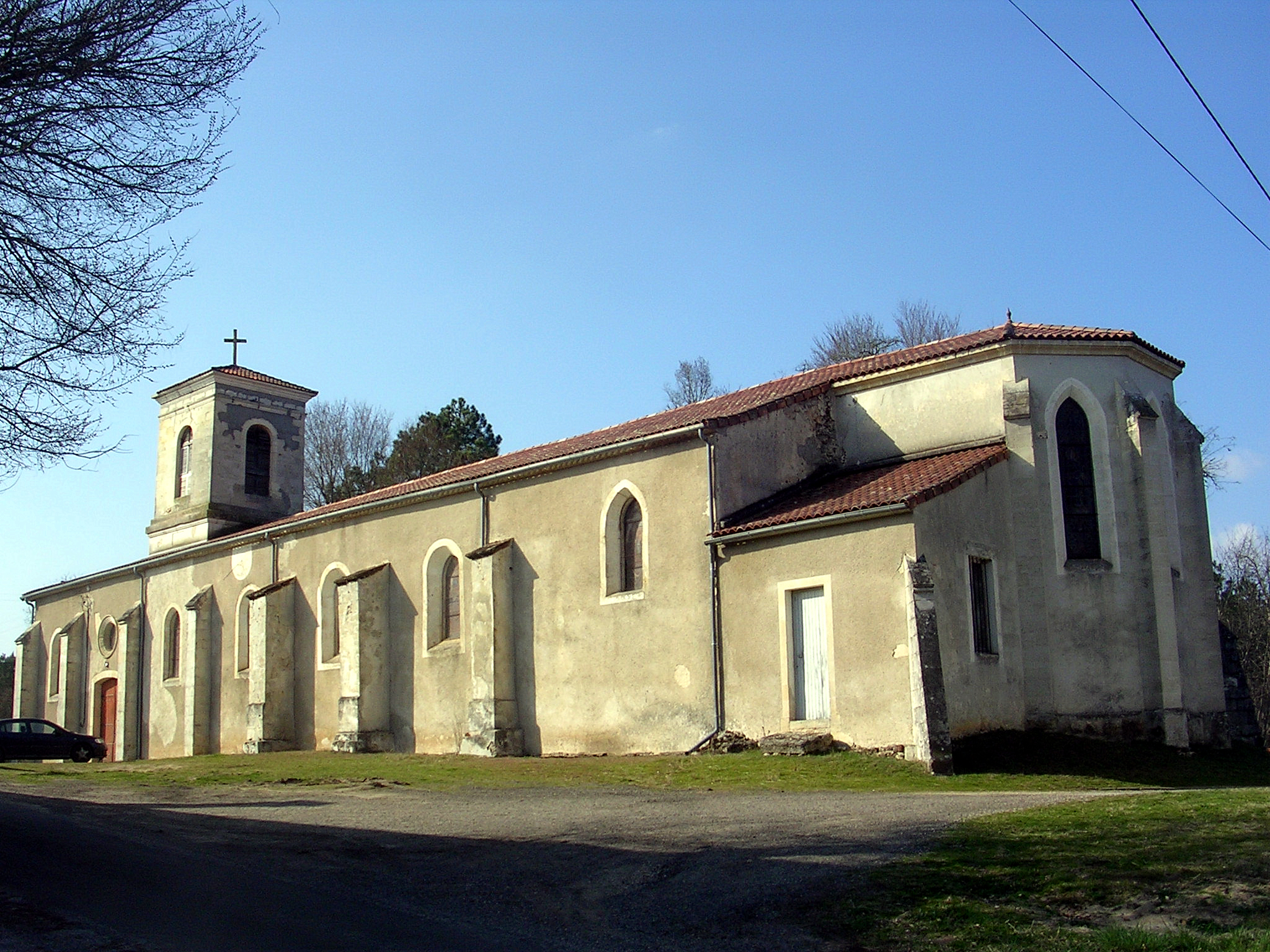
Kerk van Saugnacq-et-Muret

## Geografie
De oppervlakte van Saugnacq-et-Muret bedroeg op 1 januari 2022 109,37 vierkante kilometer; de bevolkingsdichtheid was toen 11,9 inwoners per km².

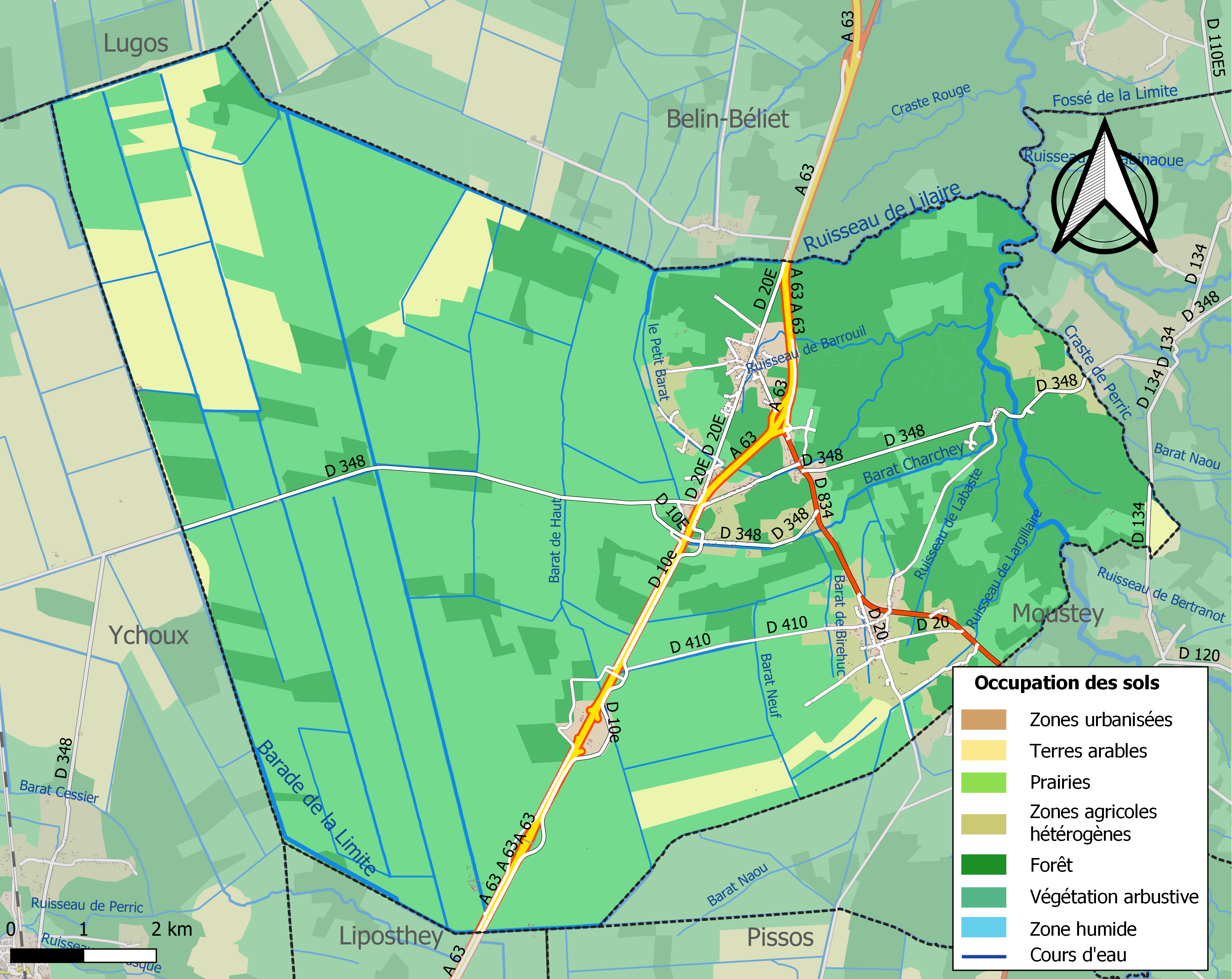
Kaart van de gemeente met de belangrijkste infrastructuur, bodemgebruik en omliggende gemeenten

## Demografie
Onderstaande figuur toont het verloop van het inwonertal (bron: INSEE-tellingen).